# تجربه (مجله)
تجربه مجله‌ای فرهنگی، اجتماعی، ادبی، هنری و معلومات عمومی است که به صورت ماهنامه در ایران منتشر می‌شود. ناشر این مجله فرهنگان است و مدیر مسئول آن کتایون بناساز است.

## پیشینه
نخستین شماره این مجله در اردیبهشت ۱۳۹۰ توسط  شبکه هم‌میهن منتشر شد. این مجله تا ۱۰ سال بعد با همین ناشر به فعالیت خود ادامه داد. تا این‌که انتشار این مجله به دلیل حواشی‌ای که پس از شماره ۱۴۹ (اسفند ۱۳۹۹) رخ داد، متوقف شد. شماره ۱۴۹ تجربه با تصویر آیدین آغداشلو و تیتر «فراز و فرود مردِ نقاش» منتشر شد که به جنبش من هم در ایران می‌پرداخت.
پس از این شماره مجله تجربه برای ۶ ماه متوقف شد و سپس با ناشر جدید (فرهنگان) و سردبیری پژمان موسوی و گروه تحریریهٔ جدید فعالیت خود را ادامه داد.

## خط مشی
سیاست این مجله این است که کتاب‌ها، رمان‌ها، فیلم‌ها، سریال‌ها و آثار هنری را در قالب یادداشت، مقاله و گفتگو نقد و بررسی کند. همچنین به مناسبت تولد یا مرگ نویسندگان و هنرمندان بزرگ ایرانی و خارجی صفحاتی برای یادبود آنها اختصاص داده می‌شود.
بخشی از این ماهنامه به آثار نویسندگان و هنرمندان و حواشی زندگی آن‌ها اختصاص دارد و در هر شماره شعر، داستان، سفرنامه، زندگی‌نامه، نمایش‌نامه، فیلم‌نامه، عکس و نقاشی از آن‌ها منتشر می‌کند.
تجربه در هر شماره با نویسندگان، شاعران، فیلم‌سازان، بازیگران، مجسمه‌سازان، موسیقی‌دان‌ها، نقاشان و عکاسان گفتگو می‌کند و از این طریق آثار آن‌ها را نقد می‌کند.
از مهم‌ترین گفتگوهایی که در این مجله تاکنون چاپ شده می‌توان به گفتگو با مو یان، قیصر امین‌پور، هوشنگ گلشیری، رضا براهنی، محمدعلی سپانلو، بهرام بیضایی، ابراهیم گلستان، محمود دولت‌آبادی، نجف دریابندری، حسین علیزاده، محمدرضا شجریان، همایون شجریان، شهرام ناظری، مسعود کیمیایی، رخشان بنی‌اعتماد، فاطمه معتمدآریا، سالار عقیلی، کوروش یغمایی، امیرحسن چهلتن، جعفر مدرس‌صادقی، محسن چاووشی، ناصر تقوایی، ناصر وثوقی و داریوش شایگان اشاره کرد.

## تحریریه
تحریریه تجربه از زمان انتشارش چندین بار تغییر کرده‌است.
اعضای تحریریه در دوره‌ٔ اول:
مهدی یزدانی خرم، حسین یاغچی، علیرضا غلامی، سماء بابایی، کریم نیکونظر، محسن آزرم و گلاویژ نادری اعضای اصلی تحریریه این مجله را در بخش‌های ادبیات و هنر و سینما تشکیل می‌دادند.
دبیران مجله در دورهٔ دوم:
سما بابایی، میلاد حسینی،  مهدی میرمحمدی، حامد قریب، ساسان گلفر، احسان زیورعالم، حسین گنجی، محمد صادقی، حمیدرضا محمدی، آرزو شهبازی، مهدی حسنی، نگار استادآقا

## جشنواره تجربه
مجله تجربه از نوروز ۱۳۹۲ در بخش‌های ادبی، سینمایی، موسیقی، تجسمی و تئاتر از منتقدان و نویسندگان و تحریریه خود نظرسنجی می‌کرد تا بر اساس آراء آن‌ها بهترین آثار سال را معرفی کند. این جشنواره در دورهٔ دوم انتشار مجله متوقف شده است.
- اولین دوره جشنواره تجربه در نوروز ۱۳۹۲ در شماره ۲۰ مجله منتشر شد. انتخاب رمان مهدی یزدانی‌خرم به عنوان اثر برگزیده در بخش رمان به دلیل حضور نویسنده‌اش در تحریریه به عنوان مسئله‌ای غیرحرفه‌ای حاشیه‌ساز شد.[نیازمند منبع]
- دومین دوره جشنواره تجربه با انتخاب ۲۰ اثر در بخش‌های ادبیات، سینما، تئاتر، موسیقی و تجسمی در نوروز ۱۳۹۳ برگزار شد و نقد و بررسی آثار منتخبان در شماره ۲۷ تجربه منتشر شد.
- سومین جشنواره تجربه نوروز ۹۴ و در شماره ۳۵ برگزار شد و ۱۹ اثر در بخش‌های مختلف برگزیده شد. در بخش رمان ایرانی، علیرضا غلامی که عضو تحریریه مجله است رمانش را از داوری‌ها بیرون گذاشت و در نظرسنجی‌ها شرکتش نداد.[۶]
- چهارمین جشنواره تجربه نوروز ۱۳۹۵ و در شماره ۴۲ با انتخاب ۱۹ اثر در بخش‌های مختلف برگزار شد که در بخش رمان فارسی اثر مهدی اسدزاده با عنوان قوچ به عنوان بهترین رمان سال معرفی شد. منتقدان از این رمان به عنوان رمانی ضعیف در آن سال یاد کرده بودند.
- پنجمین جشنواره تجربه نوروز ۱۳۹۶ و در شماره ۴۹ با انتخاب ۱۹ اثر در بخش‌های مختلف برگزیدگان خود را معرفی و نقد کرد. در این شماره که عکس روی جلدش به طرحی از اصغر فرهادی اختصاص داده شده بود رمان کوچه ابرهای گمشده کورش اسدی به عنوان بهترین رمان سال معرفی شد.
- ششمین جشنواره تجربه نیز در نوروز ۱۳۹۷ و در شماره ۵۵ با انتخاب ۲۰ اثر در بخش‌های مختلف برگزار شد. در این شماره جلد تجربه به داریوش شایگان اختصاص داده شد و بهترین رمان فارسی نیز یک پرونده کهنه نوشته رضا جولایی معرفی شد.